# Jürgen Stroop

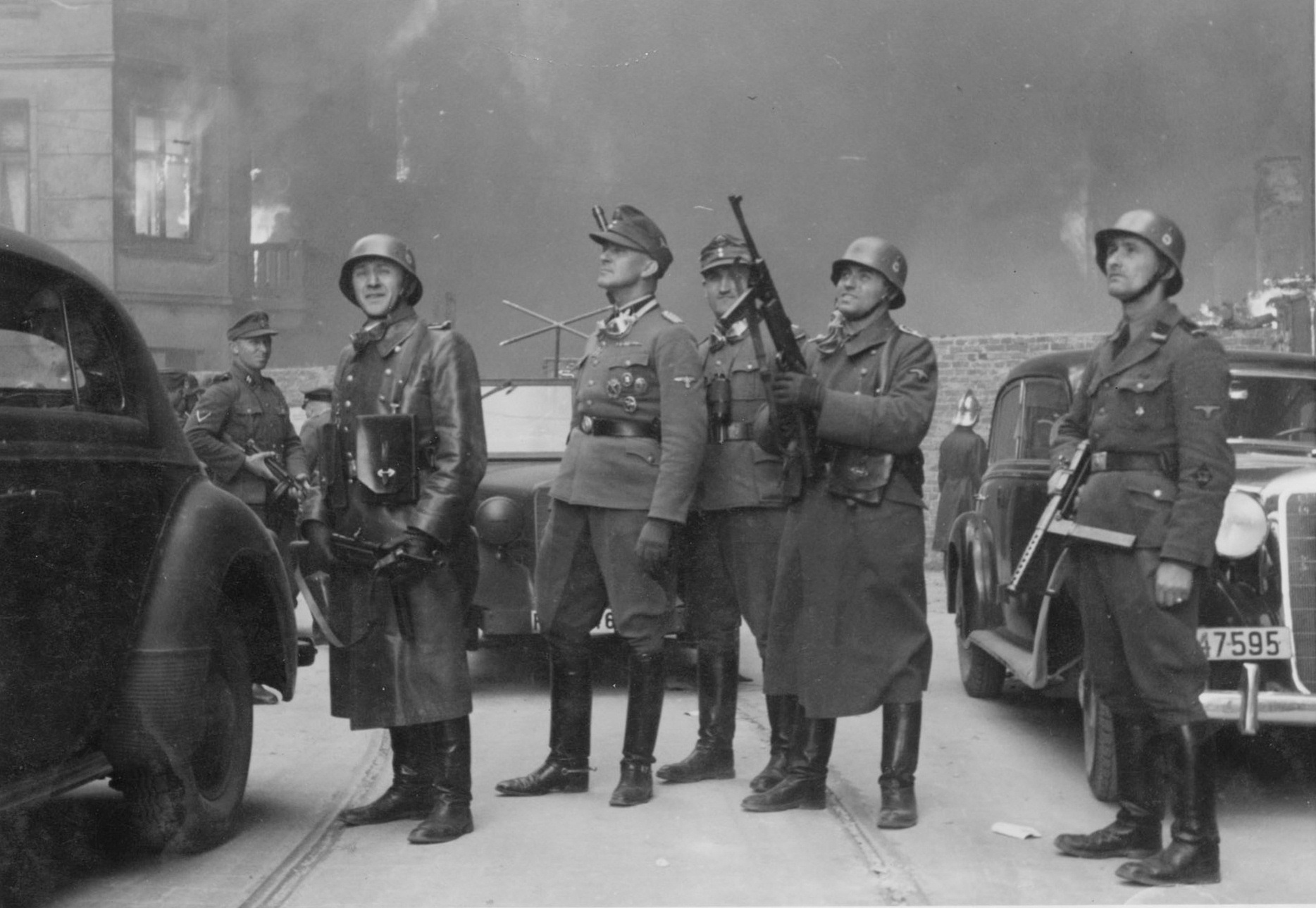
Jürgen Stroop (i mitten, blickande uppåt) betraktar förödelsen i Warszawas getto. Mannen längst till höger är sannolikt SS-Rottenführer Josef Blösche.

Jürgen Stroop (egentligen Josef Stroop), född 26 september 1895 i Detmold, död 6 mars 1952 i Warszawa, var en tysk SS-Gruppenführer. Han är känd för att ha lett kväsandet av upproret i Warszawas getto 1943 och för dokumentationen av detta, den så kallade Strooprapporten.

## Biografi
Stroop inträdde i Nationalsocialistiska tyska arbetarepartiet (NSDAP) och i Schutzstaffel (SS) 1932.
År 1941 ledde Stroop för en kort tid en Totenkopf-division på östfronten. Samma år ändrade han sitt förnamn från Joseph till Jürgen av ideologiska skäl och som en hyllning till sin döde son. Den 19 april 1943 utnämnde Reichsführer-SS Heinrich Himmler Stroop till befälhavare för de tyska styrkor som skulle kväsa upproret i Warszawas getto. De judiska motståndarna bjöd hårt motstånd, men efter en knapp månads strider kunde Stroop rapportera till Adolf Hitler: "Det finns inte längre något judekvarter i Warszawa!"
Efter en kort tid som SS- och polischef i Grekland utnämndes Stroop till befälhavare för SS i Rhein-Westmark med högkvarter i Wiesbaden. Efter andra världskrigets slut arresterades Stroop av allierade soldater och dömdes vid en rättegång i Dachau till döden för mord på allierade flygare. Istället för att låta avrätta Stroop valde de allierade att utlämna honom till Polen för att där få stå till svars för sina gärningar i samband med upproret i Warszawas getto 1943. Stroop dömdes till döden av en polsk folkdomstol och avrättades genom hängning tillsammans med Franz Konrad i mars 1952 på platsen för det forna gettot.

## Befordringshistorik
| Datum             | Tjänstegrad                                      |
| ----------------- | ------------------------------------------------ |
| 22 oktober 1932   | SS-Scharführer                                   |
| 15 februari 1933  | SS-Truppführer                                   |
| 8 mars 1934       | SS-Hauptsturmführer                              |
| 20 april 1935     | SS-Sturmbannführer                               |
| 20 april 1936     | SS-Obersturmbannführer                           |
| 12 september 1937 | SS-Standartenführer                              |
| 10 september 1939 | SS-Oberführer                                    |
| 1 januari 1942    | Oberst der Polizei                               |
| 30 januari 1942   | SS-Obersturmführer der Reserve (Waffen-SS)       |
| 16 september 1942 | SS-Brigadeführer und Generalmajor der Polizei    |
| 9 november 1943   | SS-Gruppenführer und Generalleutnant der Polizei |
| 20 april 1944     | Generalleutnant der Waffen-SS                    |